# Daphnella nobilis
Daphnella nobilis é uma espécie de gastrópode do gênero Daphnella, pertencente à família Raphitomidae.